# Sherpa (Sprache)
Sherpa oder Scherpa (tibetisch ཤེརཔཱ, Devanagari-Schrift शेर्पा; auch Sharpa, Sharpa Bhotia, Xiaerba, Serwa) ist eine Sprache, die im Zentral- und Süd-Himalaya – dort in Teilen Nepals und den grenznahen Regionen Chinas und Indiens – vor allem von den Sherpa gesprochen wird.

Sie geht auf einen tibetischen Dialekt zurück, der im 15. Jahrhundert in der tibetischen Provinz Kham gesprochen wurde. Von da an hat sie sich für rund 500 Jahre eigenständig entwickelt. In neuerer Zeit steht sie unter äußerem Einfluss des Nepali und der englischen Sprache, von denen sie eine Reihe von Wörtern übernommen hat.
Die Angaben über Sprecherzahlen variieren erheblich. Ethnologue nennt eine Gesamtzahl von 86.200 Sprechern weltweit, davon 50.000 in Nepal (Stand: 2000), 30.700 in Indien (Stand: 1994) und 800 in China (Stand: 2000). Dagegen ergab eine Volkszählung, dass alleine in Nepal 2001 knapp 130.000 Menschen Sherpa als Muttersprache sprechen. Indische Volkszählungen ermittelten im gleichen Jahr etwa 18.300 Sprecher in Indien, davon rund 14.000 im Bundesstaat Sikkim und 2.900 im Bundesstaat Westbengalen; in allen Fällen war Sherpa die Muttersprache. Ausgehend von den Volkszählungsdaten entwickelte sich die Zahl der Sprecher in Nepal uneinheitlich: 1952/54 wurden etwa 70.100 Sprecher gezählt, 1961 waren es rund 84.200, 1971 rund 79.200 und 1981 rund 73.500. Bei der nächsten Erfassung 1991 stieg die Zahl sprunghaft auf rund 121.800 an, 2001 nochmals auf 129.800. In Indien vergrößerte sich die Sprechergruppe im Vergleich zu den Volkszählungen von 1981 und 1991 jeweils um rund 2.000.
Sherpa ist eine schriftlose Sprache. Eine allgemein anerkannte Konvention zur Verschriftlichung existiert nicht. Daher besteht auch keine Möglichkeit zur Umschrift ins lateinische Alphabet. Die Schreibweise entsteht üblicherweise durch Nachbildung der gesprochenen Laute und kann daher von anderen Schreibweisen abweichen. Es gibt Bestrebungen, eine Schriftform von Sherpa zu entwickeln. Einer der Vorschläge lautet, hierfür die tibetische Schrift zu verwenden, da Sherpa im Tibetischen seinen Ursprung hat. Allerdings beherrschen nur sehr wenige Sherpas diese Schrift. Insbesondere unter jüngeren ist die Tendenz zu erkennen, Sherpa in Devanagari zu fixieren. Wie das lateinische Alphabet hat dieses Zeichensystem jedoch den Nachteil, dass es nicht alle Laute der Sprache abbilden kann.